# 슈바벤 공작 리우돌프

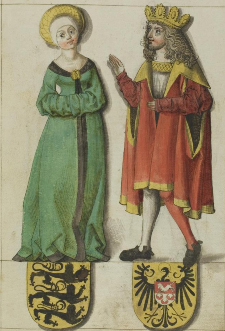

리우돌프(Liudolf, 930년 - 957년 9월 6일)는 오토 왕조 출신 군주로, 950년부터 954년까지 슈바벤 공작이었다. 독일왕 오토 1세의 적장자이자 잉글랜드의 에디트의 아들이었다. 950년 부왕 오토 1세에 반기를 들었다가 패하였다. 957년 병에 걸려 사망했다. 황위는 그의 아들 슈바벤과 바이에른 공작 오토 대신 이복동생인 오토 2세에게 넘어갔다.
마그데부르크에서 태어났으며, 오토 1세와 그의 첫 부인 에디트, 잉글랜드의 이시스의 아들이었다. 리우돌프는 슈바벤 공작 헤르만 1세의 딸 이타와 결혼하였다. 그의 장인 헤르만 1세이 죽었을 때 오토 1세는 그를 슈바벤의 공작에 임명하였다. 베렝가리오 2세가 이탈리아의 왕위에 올랐을 때, 951년 리우돌프는 롬바르디아를 침공하였다. 이때 그는 막대한 보물을 포기하고 롬바르디아 공격에만 전념했다. 그런데 그의 아버지 오토 1세는 로타리오 3세의 미망인 아델라이드와 재혼하였다. 왕위 계승자라고 생각하던 그의 계획에는 차질이 우려되었다.
리우돌프는 자신의 위치에 위협을 느끼고 귀족들을 설득, 슈바벤의 귀족들 및 자신의 매부 로렌 공작 콘라트 적왕, 마인츠 대주교 프리드리히 등의 지원을 받아 952년 반란을 일으켰다. 이 반란에는 리우돌프의 삼촌인 바이에른 공작 하인리히 1세도 지원했지만, 하인리히는 오토 1세의 편으로 돌아선다. 953년의 부활절에 리우돌프는 오토와 협상을 시도하지만 실패했고, 오토 1세는 말머리를 돌려 마인츠를 포위, 두 달간 감금되었다. 953년 말 리우돌프는 레겐스부르크 총독에 의해 체포되어 오토 1세에게 넘겨졌다. 곧 반란은 진압되고 954년 6월 리우돌프는 아버지 오토 1세와 평화 조약을 체결했지만, 자신의 영토를 박탈당하였다. 그는 아버지와 곧 화해했으나 영지를 회복하지는 못했다. 957년 그는 두 번째로 롬바르디아를 침공하여 베렝가리오 2세, 아달베르토가 도망치기 전 많은 이탈리아 도시들의 항복을 받아냈다. 그러나 그는 예기치 않게 열병에 걸려 9월 6일 폼페이아 근처 노바라에서 사망, 시신은 마인츠의 세인트 알바누스 수도원에 묻혔다.
그는 슈투트가르트의 바덴-뷔르템부르크 시의 건설자로도 알려져 있다.

## 가계
- 부황 : 오토 1세
- 모후 : 에디트
  - 누이 : 리우트가르트
  - 매부 : 콘라트 적왕
- 계모 : 아델하이트
  - 이복동생 : 오토 2세
- 처 : 이타
  - 아들 : 슈바벤과 바이에른 공작 오토